# Cratis retiaria
Cratis retiaria är en musselart som beskrevs av Powell 1937. Cratis retiaria ingår i släktet Cratis och familjen Philobryidae. Inga underarter finns listade i Catalogue of Life.